# Batteriostatico
Un agente batteriostatico è un antibiotico o altro agente antimicrobico, quali ad esempio alcuni metalli, in grado di inibire o limitare la replicazione batterica senza uccidere il microorganismo. L'utilizzo di questi antimicrobici viene fatto per limitare un'infezione batterica, ma non per eliminarla; questo deve essere effettuato dal sistema immunitario dell'ospite.
L'inibizione della replicazione delle cellule batteriche può avvenire tramite interferenza con la produzione di proteine batteriche, con la replicazione del loro DNA o disturbando altri aspetti del metabolismo batterico, a seconda dell'antimicrobico utilizzato.
Questo termine viene utilizzato in contrapposizione al termine battericida, che si riferisce a quegli antimicrobici che invece causano la morte dei microbi, hanno cioè azione irreversibile su batteri in attiva moltiplicazione.
Non vi è tuttavia una distinzione netta tra le due categorie, in quanto, ad esempio, concentrazioni elevate di alcuni agenti batteriostatici risultano essere battericide, mentre concentrazioni basse di alcuni agenti battericidi risultano essere solamente batteriostatiche. Alcuni antimicrobici risultano poi essere batteriostatici per alcune specie microbiche, e battericidi per altre. Un'ulteriore complicazione è data dall'acquisizione di resistenza ad un antimicrobico da parte di batteri, che ne cancellano l'azione battericida. Alcune modifiche al metabolismo batterico apportate dall'acquisizione della resistenza ad un antimicrobico però, limitano o rallentano la crescita del batterio stesso, rendendo così indirettamente l'antimicrobico un blando batteriostatico.
Tra gli antimicrobici batteriostatici vi sono:
- tetracicline
- sulfamidici
- spectinomicina
- trimetoprim
- cloramfenicolo
- macrolidi
- lincosamidi

Metalli batteriostatici
- zinco
- piombo
- oro
- nichel
- cadmio
- rame
- argento
- mercurio
- cerio (vari sali)